# Maciejewko
Maciejewko (deutsch Mathes Höfchen) war ein Ort in der polnischen Woiwodschaft Ermland-Masuren. Seine Ortsstelle liegt im Gebiet der Gmina Bisztynek (Stadt- und Landgemeinde Bischofstein im Powiat Bartoszyce (Kreis Bartenstein)).

## Geographische Lage
Die Ortstelle Maciejewkos liegt in der nördlichen Mitte der Woiwodschaft Ermland-Masuren, 16 Kilometer westlich der früheren Kreisstadt Rößel (polnisch Reszel) bzw. 22 Kilometer südöstlich der heutigen Kreismetropole Bartoszyce (deutsch Bartenstein).

## Geschichte
Der kleine und vor 1912 Matheshöfchen genannte Ort bestand vor 1945 lediglich aus einem mittleren Hof. Seit 1874 gehörte er zur Stadtgemeinde Bischofstein (polnisch Bisztynek) im ostpreußischen Kreis Rößel. 29 Einwohner zählte Mathes Höfchen im Jahre 1905.
Mit der Abtretung des gesamten südlichen Ostpreußen an Polen im Jahre 1945 bekam Mathes Höfchen die polnische Namensform „Maciejewko“. Im Lauf der Nachkriegsjahre allerdings wurde dieser Name selten bis gar nicht mehr erwähnt. Heute gilt der Ort als verwaist und somit untergegangen. Sie Ortsstelle gehört zum Bereich der Gmina Bisztynek (Stadt- und Landgemeinde Bischofstein) im Powiat Bartoszycki (Kreis Bartenstein).

## Kirche
Bis 1945 war Mathes Höfchen kirchlicherseits nach Bischofstein eingegliedert: zur dortigen evangelischen Kirche als auch zur römisch-katholischen St. Matthias-Kirche der Stadt.

## Verkehr
Das einstige Mathes Höfchen resp. Maciejewko ist heute nicht mehr erkennbar. Die Ortsstelle ist über einen Verbindungsweg von der Stadt Bisztynek aus zu erreichen. 